# 1953년 드와이트 D. 아이젠하워 대통령 취임식
드와이트 D. 아이젠하워의 제34대 미국 대통령 취임식은 1953년 1월 20일 화요일 워싱턴 D.C.의 미국 국회의사당 동쪽 주랑에서 거행되었다. 이 취임식은 42번째 취임식으로, 드와이트 D. 아이젠하워의 대통령 첫 임기와 리처드 닉슨의 부통령 첫 임기의 시작을 알렸다. 대법원장 프레드 빈슨이 아이젠하워에게 대통령 취임 선서를 집행했다. 선서 중 아이젠하워는 "미합중국 대통령 직책"을 "미합중국 대통령의 직책"이라고 말했는데, 대법원장 빈슨은 정확하게 발음했다. 부통령 선서는 상원의원 윌리엄 놀런드가 닉슨에게 집행했다.
아이젠하워는 선서를 낭독할 때 두 권의 성경에 손을 얹었다. 하나는 역대하 7장 14절이 펼쳐진 1789년에 조지 워싱턴이 사용했던 성경이었고, 다른 하나는 시편 33편 12절이 펼쳐진 그의 개인적인 "웨스트 포인트 성경"이었다. 그 후 그는 성경에 입을 맞추는 대신 취임 연설 시작에 자신만의 기도를 낭독했다. 조지 H. W. 부시도 1989년 그의 취임 연설 중에 낭독할 자신만의 기도를 작곡했다. 선서 후, 로데오 트릭 라이더 몬티 몬태나는 서부 영화에 대한 미국의 최고 관심사를 보여주는 것으로 아이젠하워를 올가미로 묶었다.
행사 장소에서 3.1마일 떨어진 로널드 레이건 워싱턴 내셔널 공항의 정오 날씨는 다음과 같았다: 49°F (9°C), 풍속 5mph, 강수량 없음.

## 취임 위원회
취임식의 계획과 실행을 담당한 1953년 미국 의회 합동 취임식 위원회는 다음과 같이 구성되었다:
- 상원의원 스타일스 브리지스 (R-NH), 위원장
- 상원의원 칼 T. 헤이든 (D-AZ)
- 하원의원 레슬리 C. 아렌즈 (R-IL)
- 하원의원 조지프 W. 마틴 (R-MA)
- 하원의원 샘 레이번 (D-TX)

## 같이 보기
- 1952년 미국 대통령 선거
- 드와이트 D. 아이젠하워 행정부
- 1957년 드와이트 D. 아이젠하워 대통령 취임식